# Hog Cay (Long Island)
Hog Cay ist eine kleine unbewohnte Insel der Bahamas. Sie und Galliot Cay liegen westlich einer Landzunge an der Nordspitze der großen Long Island, am Ausgang des Glenton Sound und der 
Calabash Bay.
Weiter südlich zieht sich eine weitere Erhebung nach Westen, welche durch die Insel Dove Cay markiert ist.